# راینه نوتینن
راینه نوتینن (فنلاندی: Raine Nuutinen; ۸ ژوئن ۱۹۳۱ – ۵ اوت ۲۰۱۲) ورزشکار بسکتبال اهل فنلاند بود.
بازیکن بسکتبال اهل فنلاند بود. وی در بازی‌های المپیک تابستانی ۱۹۵۲ حضور داشته‌است.